# Donezker Institut für Tourismuswirtschaft
Das Donezker Institut für Tourismuswirtschaft (russ.: „Донецкий институт туристического бизнеса (ДИТБ)“; engl.: „Donetsk Institute of Tourist Business (DITB)“) ist eine private Tourismus-Hochschule in Donezk in der Ukraine.

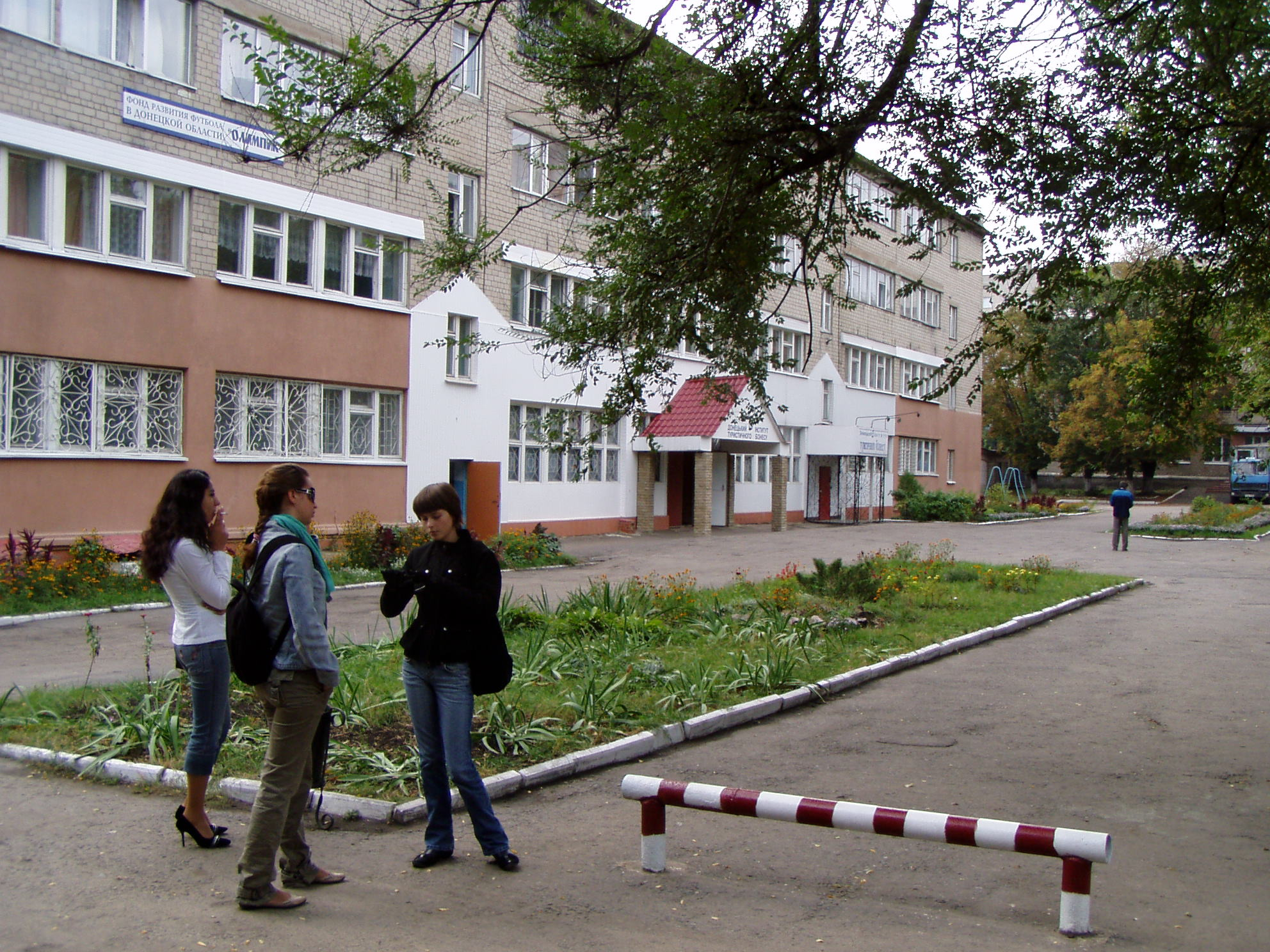
Institutsgebäude in Donezk

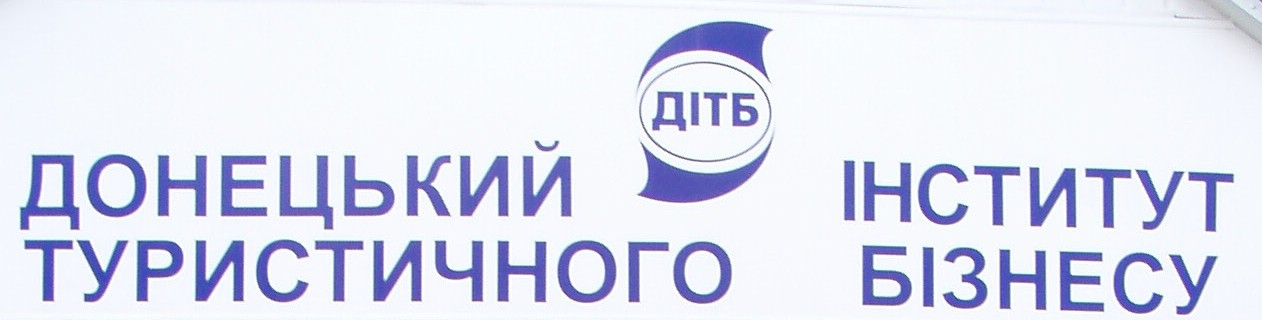
Schriftzug und Logo des Instituts am Gebäude-Eingang

Die private Hochschule wurde im Jahr 1992, also unmittelbar nach der Unabhängigkeit der Ukraine (1. Dezember 1991), von Anna V. Kuzmenko gegründet, die diese noch heute als Präsidentin mit ihren Söhnen Alexey und Andrey als Vizepräsidenten leitet. 
Obwohl „Institut“ genannt, ist die Hochschule in ihrer Struktur und ihrem Leistungsangebot mit den Tourismus-Hochschulen in Deutschland ungefähr vergleichbar. Etwa 30 Dozenten lehren den mehr als 1.000 Studenten ein vielfältiges Studienangebot von Wirtschaftswissenschaften (speziell Betriebswirtschaftslehre des Tourismus), Informatik und Kultur über tourismus-spezifische Fächer wie Tourismuswissenschaft, Tourismusmanagement und Sporttourismus bis hin zu Fremdsprachen-Kursen in Deutsch, Englisch, Französisch und Spanisch. In ihrem Lehrangebot stimmt sich die Hochschule eng mit Wirtschaft und Industrie ab, um ein praxisorientiertes Studium anbieten zu können.
Die Studenten können hier, aufgeteilt in feste Klassen, innerhalb von fünf Jahren ihr Studium mit dem „Bachelor“ oder dem „Master“ abschließen. Sie sind generell einige Jahre jünger als Studenten an deutschen Hochschulen, da man in der Ukraine bereits nach der 10./11. Klasse die Schule verlässt und auf eine Hochschule oder Universität wechselt.
Zur Vorbereitung eines Studiums an dieser Hochschule werden Einführungskurse angeboten in ukrainischer Sprache, da diese Heimatsprache während der Sowjet-Ära durch die russische Sprache völlig verdrängt worden ist und die Jugend ihre eigene Landessprache kaum beherrscht, in Geografie und in den oben genannten Fremdsprachen. Die Aufnahme an die Hochschule erfolgt nach einem mündlichen Test.